# خيرمان سانشيز
خيرمان سانشيز (بالإسبانية: Germán Sánchez Barahona)‏ (3 يوليو 1993 سان فرناندو إسبانيا - ) هو لاعب كرة قدم إسباني يلعب كمدافع.

## روابط خارجية
- خيرمان سانشيز على موقع الاتحاد الأوربي (الإنجليزية)
- خيرمان سانشيز على موقع قاعدة بيانات كرة القدم.إي يو (الإنجليزية)
- خيرمان سانشيز على موقع Soccerway.com (الإنجليزية)
- خيرمان سانشيز على موقع AS.com (الإسبانية)